# ۱۰۱ سگ خالدار ۲
۱۰۱ سگ خالدار ۲ (انگلیسی: 101 Dalmatians II: Patch's London Adventure) فیلمی در ژانر کمدی به کارگردانی برایان اسمیت است که در سال ۲۰۰۳ منتشر شد.